# 香港港麗酒店
香港港麗酒店（英語：Conrad Hong Kong）為香港一間五星級酒店，是隸屬希爾頓酒店集團旗下康莱德品牌的酒店，由信和酒店，信和置業和太古地產分别持有50%、30%和20%股份，由希爾頓管理。港麗酒店位於香港金鐘金鐘道88號太古廣場二期，毗隣中環金融商業區，步行往港鐵金鐘站只需數分鐘。酒店於1990年開幕，樓高22層（設於40-61樓），共提供513間客房，包括467間普通客房以及46間套房。而鄰近的香港希爾頓酒店、拱北行和花園道停車場已拆卸重建成長江集團中心。
酒店底層設有供跨國機構駐港職員租住的柏舍（Park side），共提供240個單位。

## 酒店設施

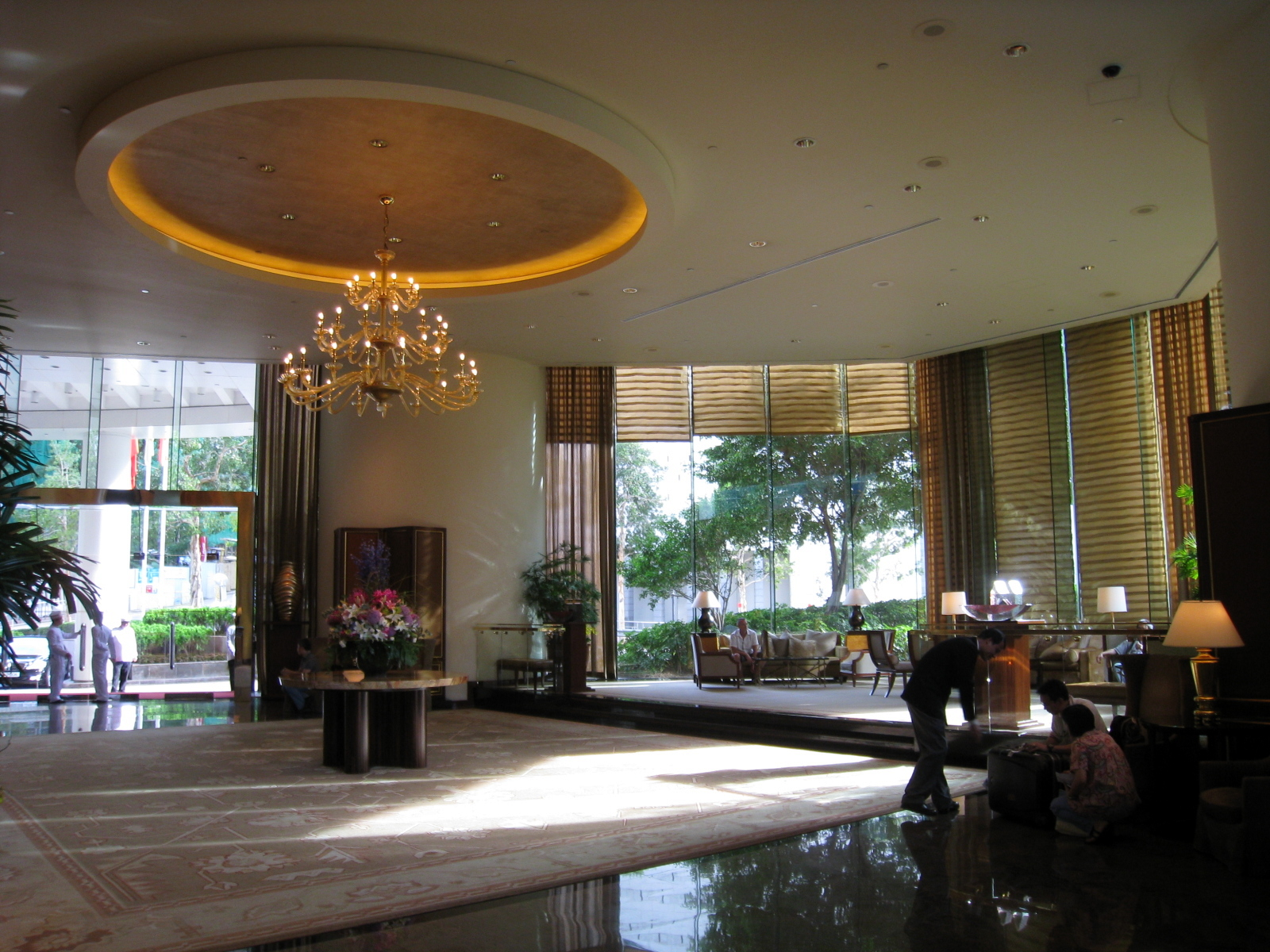
港麗酒店大堂

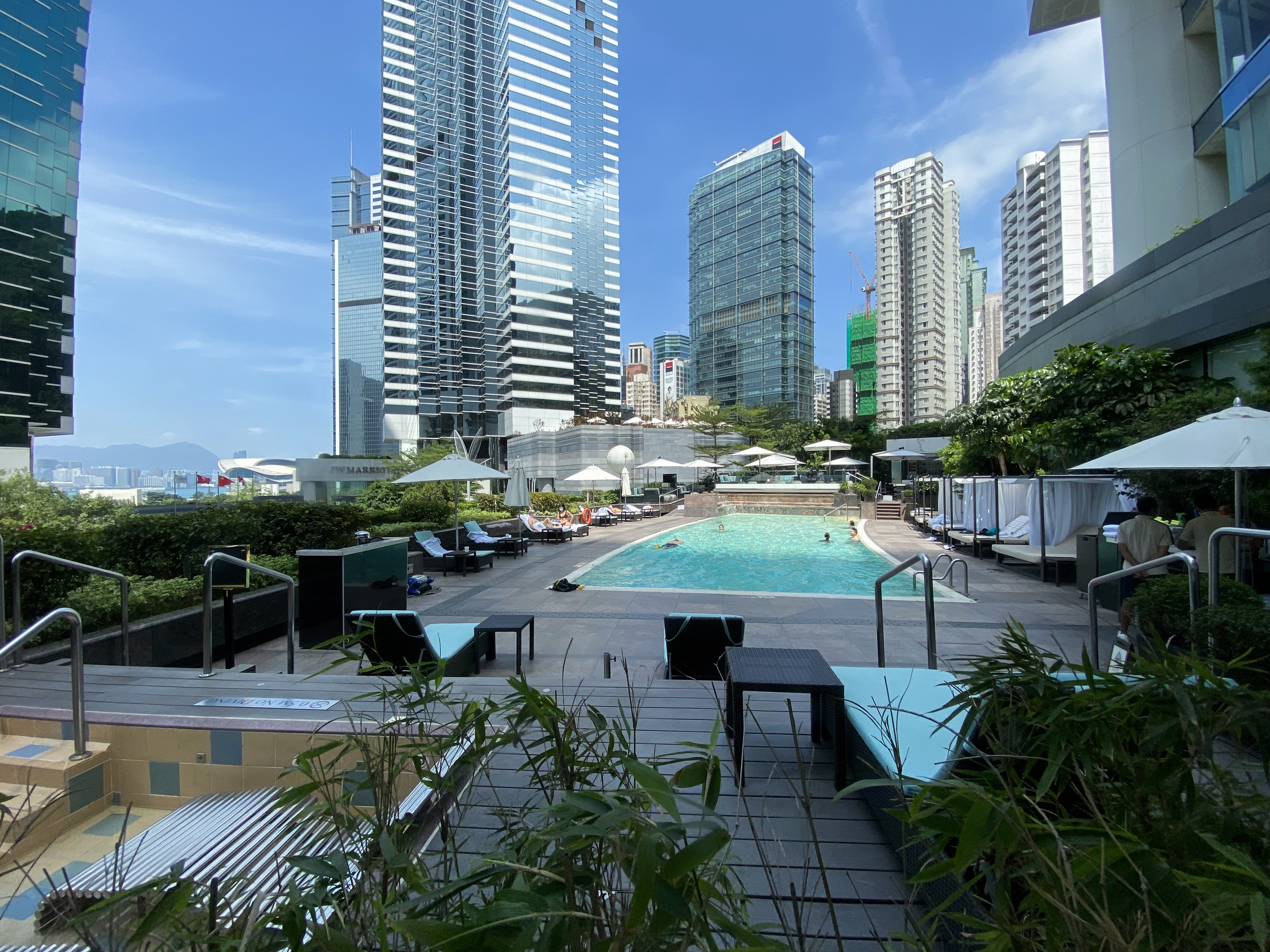
港麗酒店泳池

- 健身室
- 商務中心
- 宴會廳
- 托兒服務
- 酒吧
- 咖啡店
- 醫生服務
- 游泳池
- 按摩室
- 桑拿
- 餐廳
- 停車場
- 購物中心（太古廣場）

## 餐廳
- 意寧谷（意大利菜）餐廳資料
- 金葉庭（中菜）餐廳資料
- 咖啡園（自助餐餐廳）餐廳資料
- 港麗酒店樂聚廊（酒吧）餐廳資料
- 懷歐聚法國餐廳（法國菜）餐廳資料

## 圖集

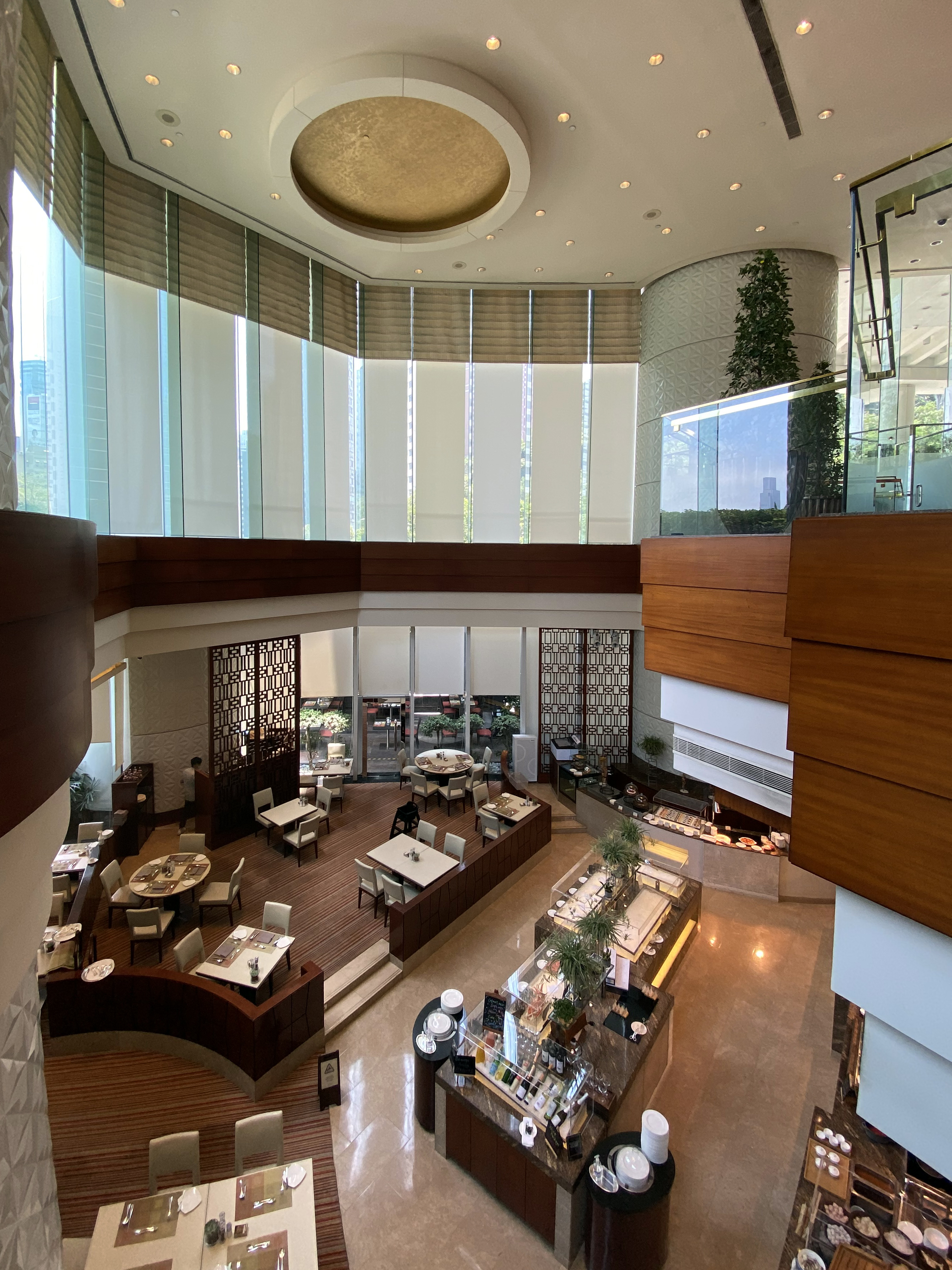
咖啡園（自助餐餐廳）
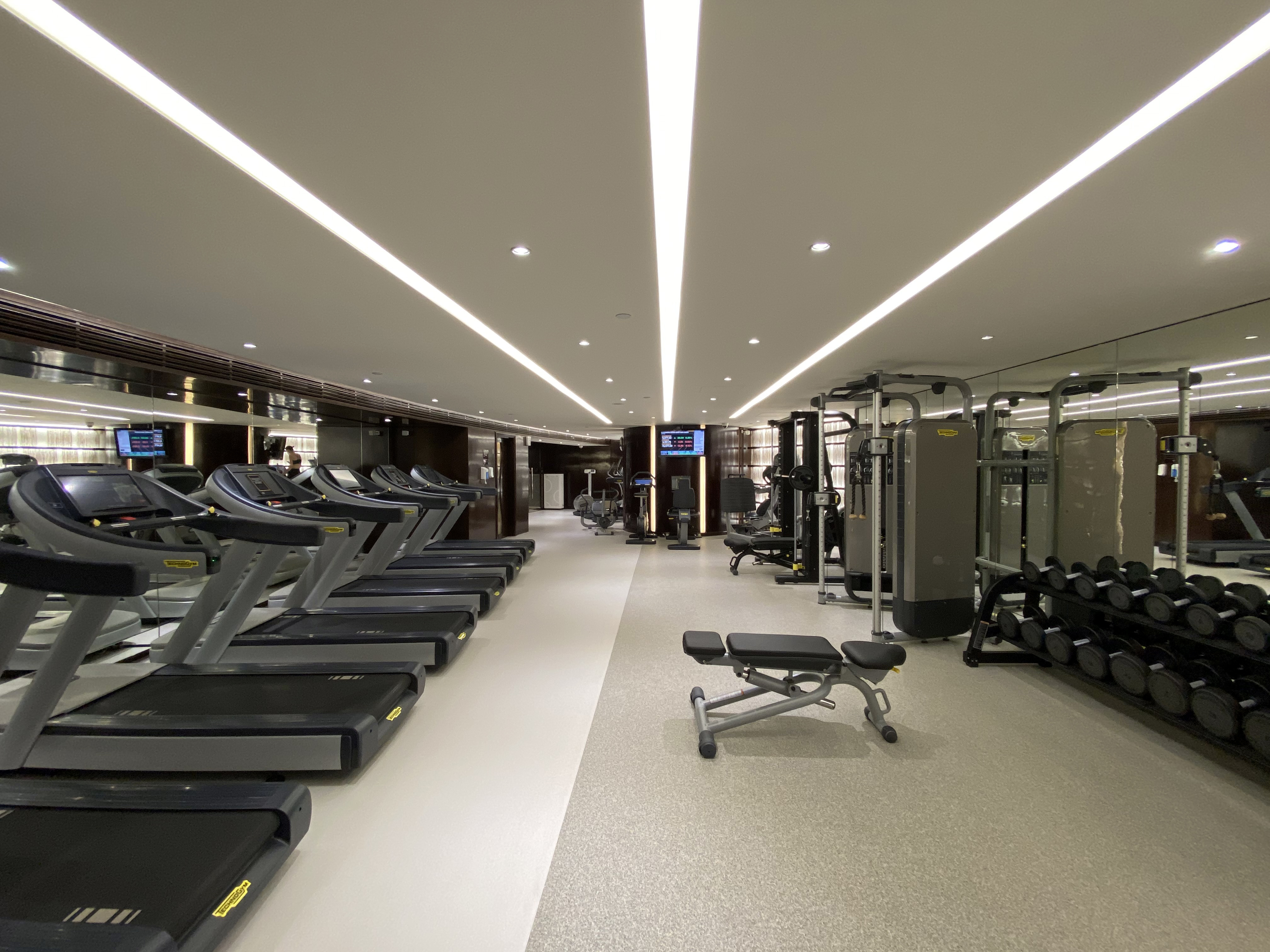
4樓設健身室
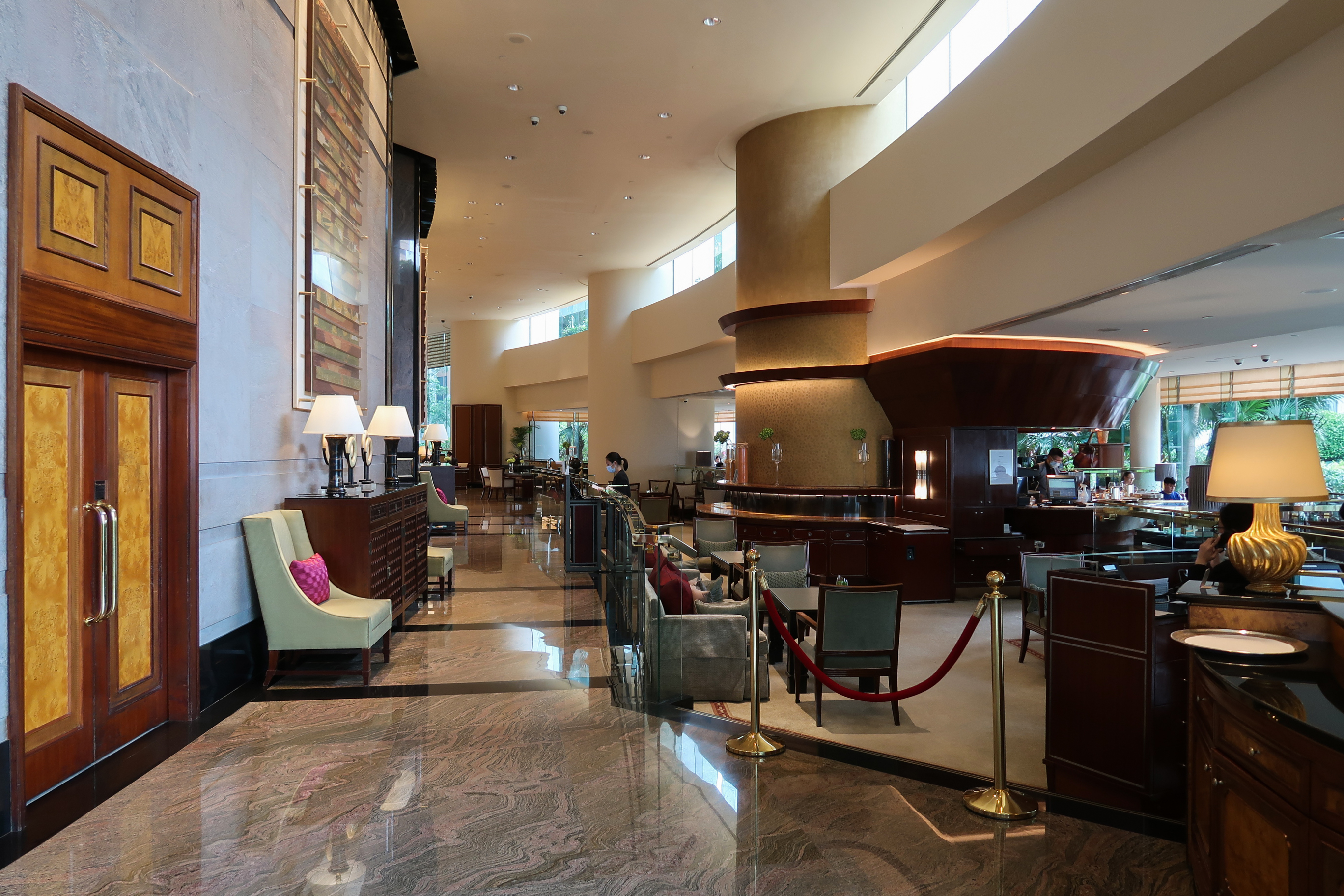
樂聚廊
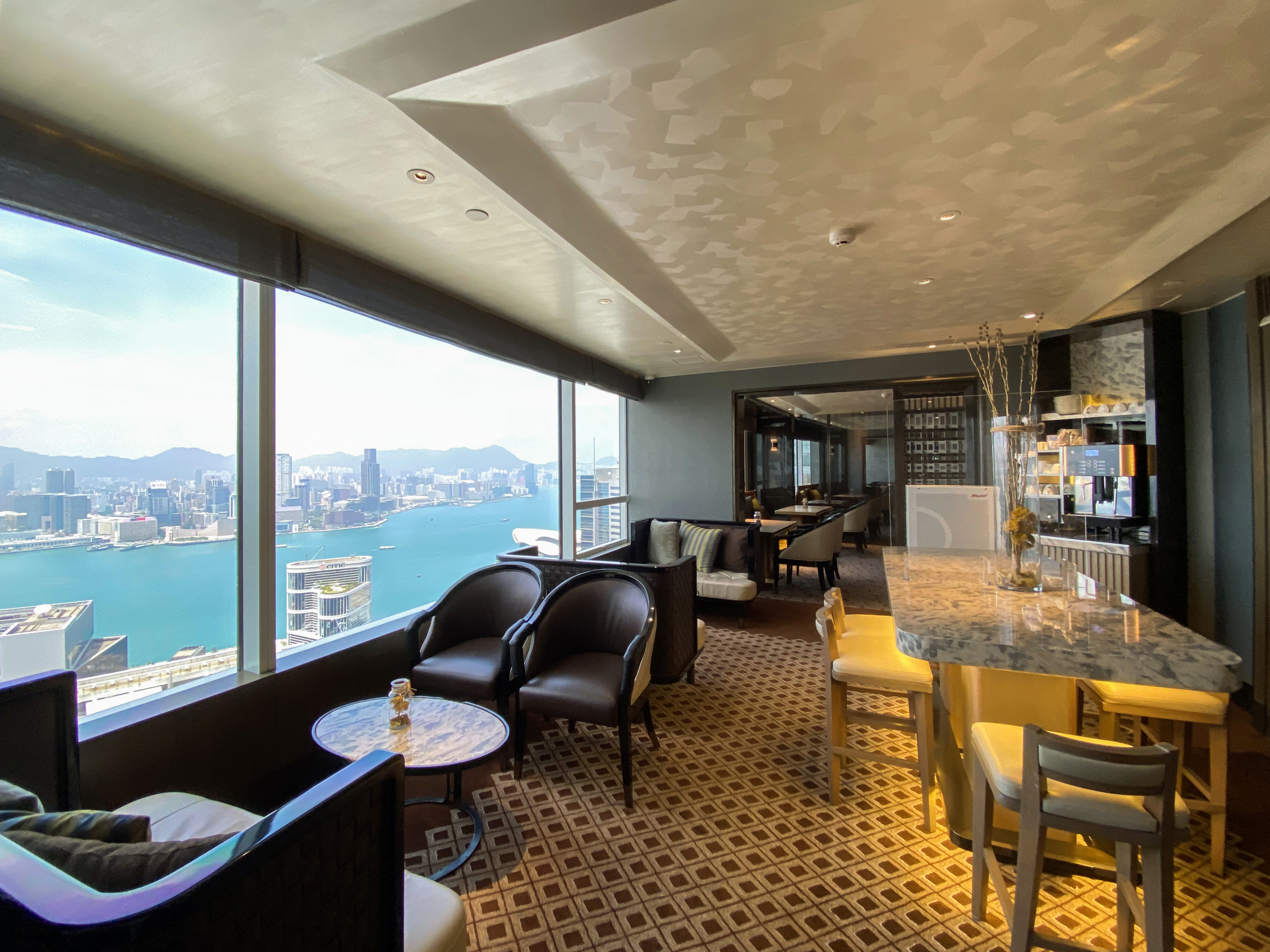
59樓行政貴賓室

## 大事記
- 1992年10月28日，海基會與海協會代表在此地舉行九二香港會談[1]。
- 1999年12月，英國駐港澳領事館舉行澳門回歸晚宴。
- 2008年前後，前全國政協常委，香港特別行政區前行政會議非官守成員、前政務司司長許仕仁在任期間，曾多次與當時任職港龍空姐、身材高䠷的上海姑娘Eline Shen多次在金鐘港麗酒店幽會[2]。
- 2015年10月英皇集團主席楊受成與太太陸小曼在港麗酒店舉行結婚周年晚宴，其間有傳媒拍攝到終審法院首席法官馬道立亦於該段時間出現於酒店。事後司法機構透過新聞處回覆指馬道立完全沒有參與楊受成的結婚周年晚宴[3]。

## 參看
- 香港酒店列表
- 康莱德

## 外部連結
- 香港港麗酒店 （页面存档备份，存于）